# Sisavang Vong
 (juin 2019).
Si vous disposez d'ouvrages ou d'articles de référence ou si vous connaissez des sites web de qualité traitant du thème abordé ici, merci de compléter l'article en donnant les références utiles à sa vérifiabilité et en les liant à la section « Notes et références ».
Sisavang Vong, né le 14 juillet 1885 et mort le 29 octobre 1959 à Luang Prabang, est un roi du Laos.

## Biographie

Le palais de Sisavang Vong à Luang Prabang, construit entre 1904 et 1909, est aujourd'hui un musée.

Depuis le traité avec Siam en 1893, la France exerce un protectorat sur le Laos qui n'est pas encore unifié. Sisavang Vong succède à son père, le roi Sakkarin le 28 avril 1904, comme souverain du royaume de Luang Prabang avec le soutien français.  
En mars 1945, l'empire du Japon organise un coup de force contre les Français, prenant le contrôle de l'Indochine française et pressant le Việt Nam, le Cambodge et le Laos de proclamer leur indépendance. Si Bảo Đại au Việt Nam et Norodom Sihanouk au Cambodge obtempèrent, Sisavang Vong refuse de coopérer avec les Japonais et de déclarer l'indépendance. Il se trouve alors en conflit avec son Premier ministre indépendantiste, le prince Phetsarath Rattanavongsa. Ce n'est que le 8 avril que le roi, sous la pression japonaise, finit par consentir à proclamer l'indépendance du Laos.
Le 20 octobre 1945, après la capitulation des Japonais et alors que l'administration coloniale française a été totalement désorganisée par le conflit, Phetsarath réaffirme l'indépendance et détrône le roi. Mais, dès avril 1946, il doit prendre la fuite devant le retour des troupes françaises.
Sisavang Vong retrouve son trône le 17 août 1946 en tant que souverain du royaume du Laos, avec un statut d'autonomie dans l'Union française. Le 22 octobre 1954, le pays obtient son indépendance totale, mais la rébellion communiste s'amplifie. À sa mort, son fils Savang Vatthana lui succède. 
Il fonde l'ordre du Million d'Éléphants et du Parasol Blanc en 1909.

## Note
1. ↑  Roi de Luang Prabang du 28 avril 1904 au 15 septembre 1945.